# BMW E84
BMW E84 (eller BMW X1) är en bilmodell från BMW som kan ses som en mellanform av SUV och CUV. BMW kallar den dock för en SAV (Sports Activity Vehicle). Den bygger på BMW 3-seriens bottenplatta, men tillhör den mindre BMW 1-serie. Modellen premiärvisades 2008.
Bilmodellens mått är 445 centimeter lång, 180 och 154 centimeter bred respektive hög.
Modellen finns med dieselmotor (143/163/173/204 hästkraft) och bensinmotor (143/170/258 hk).
Koldioxidutsläppen går emellan 119 g/km för den minsta dieseln och 219 gram per kilometer för bensinmotorn.
Modellen är inte alltför olik, storleksmässigt sett, systermodellen BMW X3.

## Motor
| Modell                          | Årsmodell | Motor                    | Cylindervolym | Effekt     | Bränslesystem            |
| ------------------------------- | --------- | ------------------------ | ------------- | ---------- | ------------------------ |
| X1 sDrive 16d                   | 2013-15   | N47: 4-cyl radmotor DOHC | 1995 cm³      | 116 hk     | Common rail turbodiesel  |
| X1 s/xDrive 18d                 | 2010-15   | N47: 4-cyl radmotor DOHC | 1995 cm³      | 143 hk     | Common rail turbodiesel  |
| X1 sDrive 20d EfficientDynamics | 201215    | N47: 4-cyl radmotor DOHC | 1995 cm³      | 163 hk     | Common rail turbodiesel  |
| X1 s/xDrive 20d                 | 2010-15   | N47: 4-cyl radmotor DOHC | 1995 cm³      | 177-184 hk | Common rail turbodiesel  |
| X1 xDrive 23d                   | 2010-15   | N47: 4-cyl radmotor DOHC | 1995 cm³      | 204 hk     | Common rail turbodiesel  |
| X1 xDrive 25d                   | 2013-15   | N47: 4-cyl radmotor DOHC | 1995 cm³      | 218 hk     | Common rail turbodiesel  |
| X1 sDrive 18i                   | 2010-15   | N46: 4-cyl radmotor DOHC | 1995 cm³      | 150 hk     | Bränsleinsprutning       |
| X1 s/xDrive 20i                 | 2012-15   | N20: 4-cyl radmotor DOHC | 1997 cm³      | 184 hk     | Direktinsprutning, turbo |
| X1 xDrive 25i                   | 2010-11   | N52: 6-cyl radmotor DOHC | 2996 cm³      | 218 hk     | Bränsleinsprutning       |
| X1 xDrive 28i                   | 2010-11   | N52: 6-cyl radmotor DOHC | 2996 cm³      | 258 hk     | Bränsleinsprutning       |
| X1 xDrive 28i                   | 2012-15   | N20: 4-cyl radmotor DOHC | 1997 cm³      | 245 hk     | Direktinsprutning, turbo |